# Slobodan Marković
Slobodan Marković (in serbo Слободан Марковић?; Čačak, 9 novembre 1978) è un ex calciatore serbo, di ruolo difensore.

## Statistiche

### Cronologia presenze e reti in Nazionale
| Cronologia completa delle presenze e delle reti in nazionale ― Serbia e Montenegro | Cronologia completa delle presenze e delle reti in nazionale ― Serbia e Montenegro | Cronologia completa delle presenze e delle reti in nazionale ― Serbia e Montenegro | Cronologia completa delle presenze e delle reti in nazionale ― Serbia e Montenegro | Cronologia completa delle presenze e delle reti in nazionale ― Serbia e Montenegro | Cronologia completa delle presenze e delle reti in nazionale ― Serbia e Montenegro | Cronologia completa delle presenze e delle reti in nazionale ― Serbia e Montenegro | Cronologia completa delle presenze e delle reti in nazionale ― Serbia e Montenegro |
| Data                                                                               | Città                                                                              | In casa                                                                            | Risultato                                                                          | Ospiti                                                                             | Competizione                                                                       | Reti                                                                               | Note                                                                               |
| ---------------------------------------------------------------------------------- | ---------------------------------------------------------------------------------- | ---------------------------------------------------------------------------------- | ---------------------------------------------------------------------------------- | ---------------------------------------------------------------------------------- | ---------------------------------------------------------------------------------- | ---------------------------------------------------------------------------------- | ---------------------------------------------------------------------------------- |
| 3-6-2003                                                                           | Leicester                                                                          | Inghilterra                                                                        | 2 – 1                                                                              | Serbia e Montenegro                                                                | Amichevole                                                                         | -                                                                                  | 67’                                                                                |
| 7-6-2003                                                                           | Helsinki                                                                           | Finlandia                                                                          | 3 – 0                                                                              | Serbia e Montenegro                                                                | Qual. Euro 2004                                                                    | -                                                                                  |                                                                                    |
| 16-11-2003                                                                         | Płock                                                                              | Polonia                                                                            | 4 – 3                                                                              | Serbia e Montenegro                                                                | Amichevole                                                                         | -                                                                                  | 55’                                                                                |
| Totale                                                                             |                                                                                    | Presenze                                                                           | 3                                                                                  |                                                                                    | Reti                                                                               | 0                                                                                  |                                                                                    |